# Alejandro Davidovich Fokina
Alejandro Davidovich Fokina (La Cala del Moral, Rincón de la Victoria, Málaga, 5 de junio de 1999) es un jugador de tenis español de ascendencia rusa. Su ranking ATP más alto en individuales es el 18, conseguido en agosto de 2025.
El 17 de abril de 2022 jugó su primera final individual, en el Masters de Montecarlo, pero perdió contra el griego Stéfanos Tsitsipás en dos sets (después de eliminar en segunda ronda al número 1 del mundo Novak Djokovic). Gracias a su gran torneo, en abril de 2022 alcanzaría su mejor posición en el ranking ATP, el 23. Actualmente está situado en la posición 26.
Davidovich es hijo de padres rusos, Edvard Mark Davidóvich, que tiene ciudadanía ruso-sueca y su madre rusa, Tatiana Fókina.

## Trayectoria
Davidovich ganó el título de Wimbledon 2017 en la modalidad de júnior, sin perder un solo set en todo el torneo.
Después de perder 3 finales ATP Challengers (Szczecin 2018, Bangkok 2019 y Génova 2019), el 15 de septiembre de 2019 ganó en la final del Challenger de Sevilla a Jaume Munar por 2-6, 6-2 y 6-2.
2019 - 2020 Inicio en el circuito ATP
Es en 2019 durante el torneo de Estoril donde consigue su primera victoria en el circuito ATP ante Taylor Fritz (7-6(3), 6-4) acabaría llegando a las semifinales del torneo, su actuación en 2019 le valdría para clasificarse para las Next Gen ATP finals de 2019 quedando eliminado en fase de grupos. En 2020 consigue su primera victoria en un Grand Slam (en 1R del Australia Open ante Norbert Gombos (4-6, 6-4, 2-6, 6-3, 6-2) y en un Masters 1000 (en 1R del Masters de París ante Karén Jachánov (6-3, 2-6, 6-2), también destaca su actuación en el Abierto de Estados Unidos donde llega a la 4R siendo su mejor resultado en este Grand Slam hasta la actualidad.
2021 Primera victoria contra un top 10
Hace una gran gira en tierra batida donde consigue llegar a cuartos de final de Montecarlo (ganando por primera vez a un top-10 del ranking ATP, el italiano Matteo Berrettini (7-5, 6-3) en primera ronda) y de Roland Garros (siendo su mejor resultado en un Grand Slam hasta la fecha).
2022 Primera final ATP y victoria ante el número 1 del  mundo
Al inicio del año forma parte del equipo español que participa en la copa ATP, llegando hasta la final en la que el combinado español sucumbiría ante Canadá por 2-0. En abril de 2022, al inicio de la temporada de tierra batida, Alejandro llegaría a la final del M1000 Montecarlo tras superar a grandes jugadores como Novak Djokovic, número 1 del mundo, venciéndolo por 6-3, 6-7(5), 6-1,)o Grigor Dimitrov pero sería derrotado en la final por el defensor del título, el heleno Stéfanos Tsitsipás, número 5 del mundo, en dos sets (6-3, 7-6(3)). Este gran resultado lo llevaría hasta su mejor clasificación histórica hasta entonces, el 27. En los Masters 1000 de Madrid y Roma cae en segunda ronda, a lo que se suma su pronta eliminación en Roland Garros en primera ronda. En su segunda participación en Wimbledon mejora su resultado en el torneo llegando a la segunda ronda del campeonato, después de eliminar en la primera al número 10 del mundo Hubert Hurkacz (7-6(4), 6-4, 5-7, 2-6, 7-6(8)). En la gira americana no consigue grandes resultados en los Masters 1000 de Cincinnati y Canadá, perdiendo en ambos en primera ronda. Por el contrario, realiza un gran US Open llegando a octavos de final, donde perdió en 5 sets contra Matteo Berrettini.

### 2023: semifinalista del Masters de Canadá
Empieza el año participando en el Torneo Internacional de Adelaida donde gana su primera ronda ante Brandon Nakashima y los octavos de final contra John Millman. Pierde en cuartos de final 6-3, 6-2 contra su compatriota Roberto Bautista.
En el Abierto de Australia gana en primera ronda 6-0, 6-7, 3-6, 6-4, 6-3 a Aleksandr Búblik y pierde en segunda ronda  frente a Tommy Paul 2-6, 6-2, 7-6, 3-6, 4-6.
Pierde en octavos de final del Torneo de Montpellier frente al local Quentin Halys. En el Torneo de Róterdam cae en su primer partido frente al ruso Daniil Medvédev 4-6, 6-2, 6-2.
Alcanza los cuartos de final del Torneo de Doha donde pierde frente a Félix Auger-Aliassime, mientras que en el Torneo de Dubái pierde en octavos de final contra Andréi Rublev.
En el Masters de Indian Wells gana en las primeras rondas a Wu Yibing, a Karén Jachánov y en octavos de final a Christian Garín. Pierde en cuartos de final ante Daniil Medvédev 6-3, 7-5. En el Masters de Miami pierde su segundo partido ante Tommy Paul.
En el Abierto de Estoril pierde 7-5, 7-6 contra Marco Cecchinato y en el Masters de Montecarlo pierde su primer partido frente a Karén Jachánov 2-6, 2-6.
En el Torneo Conde de Godó de Barcelona, gana 6-3, 6-3 al argentino Tomás Martín Etcheverry, en octavos de final gana 6-4, 7-5 al finlandés Emil Ruusuvuori y pierde 7-6, 6-4 en cuartos de final contra el español Carlos Alcaraz.
En el Mutua Madrid Open se enfrenta en su primer partido a Albert Ramos ganando 6-3, 6-4 y la siguiente ronda también la gana 7-6, 5-7, 7-6 al danés Holger Rune. Pierde en octavos de final contra Borna Ćorić 6-7, 6-3, 7-6. En dobles masculino participa junto al finlandés  Emil Ruusuvuori y pierden el primer partido frente a Marcelo Melo y Alexander Zverev.
En el Masters de Roma pierde su segundo partido frente a Andréi Rubliov. También participa en dobles masculinos junto al polaco Hubert Hurkacz perdiendo en primera ronda.
En Roland Garros gana su primer ronda 1-6, 6-4, 3-6, 3-6 ante Arthur Fils; en segunda ronda vence 4-6, 3-6, 6-7 a Luca Van Assche. Pierde en tercera ronda ante Novak Djokovic 7-6, 7-6, 6-2. 
Pierde sus primeros paridos del Torneo de Queens y del Mallorca Championships. En Wimbledon cae en tercer ronda 3-6, 6-4, 6-3, 4-6, 6-7 frente a Holger Rune, tras vencer en primera ronda a Arthur Fils 7-6, 6-1, 6-2 y en segunda ronda 6-1, 2-6, 6-4, 6-3 a Botic van de Zandschulp. 
Es semifinalista del Masters de Canadá. En primera ronda vence 6-0, 6-2 a Jeffrey John Wolf; en segunda ronda 1-6, 2-6 a Alexander Zverev; en octavos de final 7-6, 4-6, 7-6 a Casper Ruud y en cuartos de final 4-6, 2-6 a Mackenzie McDonald. Pierde en la semifinal 1-6, 3-6 ante Álex de Miñaur. En el Masters de Cincinnati se retira en su partido de segunda ronda frente a Novak Djokovic. En el Abierto de Estados Unidos pierde en tercera ronda 6-1, 6-0, 3-6, 6-3 frente al local Tommy Paul.
Alejandro forma parte del Equipo Europa en la Laver Cup celebrada en Vancouver. Sus compañeros de equipo son  Andrey Rublev, Casper Ruud, Hubert Hurkacz, Arthur Fils y Gaël Monfils, capitaneados por Björn Borg. Juega un único partido en la fase de grupos ante Francisco Cerúndolo que pierde 3-6, 5-6. El Equipo Resto del Mundo termina ganando la competición.
En el Abierto de China pierde en octavos de final frente a Alexander Zverev y en el Masters de Shanghái pierde su primer partido contra Arthur Fils. Finaliza la temporada compitiendo en el Masters de París donde pierde en segunda ronda contra Tallon Griekspoor. 

### 2024
En la nueva temporada empieza representando a España en la United Cup, al ser el tenista español masculino con mejo ranking tras la renuncia de Carlos Alcaraz. Forma equipo junto a Sara Sorribes, Marina Bassols, Roberto Carballés, Rosa Vicens Mas y David Vega Hernández.
En el Abierto de Australia pierde en segunda ronda 7-6, 6-3, 6-3 ante el portugués Nuno Borges. Hace cuartos de final en el Torneo de Marsella donde pierde contra Ugo Humbert. En el Torneo de Róterdam pierde en su primer partido. 
En el Torneo de Doha cae en primera ronda 7-6, 6-4 ante Jakub Mensik y en el Torneo de Dubái en cuartos de final 6-2, 6-3 ante Daniil Medvédev. 
Pierde su primer partido del Masters de Indian Wells ante Arthur Fils y en el Masters de Miami alcanza los cuartos de final donde pierde 6-3, 6-4 ante Casper Ruud. 
Ya en la temporada de tierra batida, cae en primera ronda del Masters de Montecarlo ante Sebastian Korda 6-1, 6-2. En el Torneo Conde Godó de Barcelona pierde en octavos de final 6-7, 6-3, 1-6 ante Dušan Lajović. Mientras en el Mutua Madrid Open pierde en su segunda ronda 7-6, 6-4 ante Andréi Rubliov. En el Masters de Roma vuelve a perder en su primer partido contra Hamad Medjedovic. 
En Roland Garros gana en primera ronda 6-4, 2-6, 2-6, 6-7 al polaco Valentin Vacherot y pierde en segunda ronda 6-7, 6-1, 3-6, 6-4, 3-6 ante el noruego Casper Ruud. Alejandro no participa por lesión en Wimbledon ni en los Juegos Olímpicos de París. 
Hace cuartos de final del Abierto de Atlanta donde pierde contra Jordan Thompson y octavos de final en el Torneo de Washington perdiendo contra Flavio Cobolli. 
En el Masters de Canadá alcanza los octavos de final perdiendo contra Matteo Arnaldi tras ganar en las rondas previas a Roman Safiullin y a Daniil Medvédev. En el Masters de Cincinnati cae en primera ronda ante Frances Tiafoe.Pierde en la primera ronda del Abierto de Estados Unidos frente a Rinky Hijikata 7-6, 3-6, 6-4, 6-3.
Ya en la gira asiática, alcanza los octavos de final del Torneo de Pekín donde pierde 6-4, 7-5 ante Andréi Rubliov. En el Masters de Shanghái cae en segunda ronda ante Tomáš Macháč (1-6, 7-6, 6-4). 
De vuelta en Europa, pierde en octavos de final del Torneo de Estocolmo ante Stan Wawrinka (4-6, 6-3, 5-7) y en primera ronda del Torneo de Viena 7-6, 6-3 ante Flavio Cobolli. En el Masters de París, logra clasificarse para el cuadro principal pero se retira antes de poder disputar el primer partido ante Sebastián Báez.
Con esa retirada Alejandro da por finalizada su temporada y queda clasificado como el número 62 del ranking ATP. 

## Torneos individuales por año

#### 2025
| N.º | Fecha                   | Torneo               | Categoría  | Superficie    | Ronda | Oponente           |
| --- | ----------------------- | -------------------- | ---------- | ------------- | ----- | ------------------ |
| 1   | 31 de diciembre de 2024 | Hong Kong            | ATP 250    | Dura          | R32   | Jaume Munar        |
| 2   | 8 de enero de 2025      | Adelaida             | ATP 250    | Dura          | OF    | Sebastian Korda    |
| 3   | 19 de enero de 2025     | Abierto de Australia | Grand Slam | Dura          | 4R    | Tommy Paul         |
| 4   | 6 de febrero de 2025    | Dallas               | ATP 500    | Dura          | OF    | Matteo Arnaldi     |
| 5   | 16 de febrero de 2025   | Delray Beach         | ATP 250    | Dura          | F     | Miamir Kecmanovic  |
| 6   | 18 de febrero de 2025   | Rio de Janeiro       | ATP 500    | Tierra Batida | R32   | Pedro Martinez     |
| 7   | 2 de marzo de 2025      | Acapulco             | ATP 500    | Dura          | F     | Tomáš Macháč       |
| 8   | 6 de marzo de 2025      | Indian Wells         | ATP 1000   | Dura          | R128  | Mackenzie McDonald |
| 9   | 23 de marzo de 2025     | Miami                | ATP 1000   | Dura          | R64   | Frances Tiafoe     |
| 10  | 12 de abril de 2025     | Montecarlo           | ATP 1000   | Tierra Batida | SF    | Carlos Alcaraz     |
| 11  | 18 de abril de 2025     | Barcelona            | ATP 500    | Tierra Batida | CF    | Karén Jachánov     |
| 12  | 27 de abril de 2025     | Madrid               | ATP 1000   | Tierra Batida | R32   | Alexander Zverev   |
| 13  | 10 de mayo de 2025      | Roma                 | ATP 1000   | Tierra Batida | R64   | Jesper De Jong     |
| 14  | 21 de mayo de 2025      | Hamburgo             | ATP 500    | Tierra Batida | OF    | Flavio Cobolli     |
| 15  | 29 de mayo de 2025      | Roland Garros        | Grand Slam | Tierra Batida | 2R    | Jiří Lehečka       |
| 16  | 17 de junio de 2025     | Londres              | ATP 500    | Hierba        | R32   | Carlos Alcaraz     |
| 17  | 27 de junio de 2025     | Eastbourne           | ATP 250    | Hierba        | SF    | Taylor Fritz       |
| 18  | 4 de julio de 2025      | Wimbledon            | Grand Slam | Hierba        | 3R    | Taylor Fritz       |
| 19  | 17 de julio de 2025     | Los Cabos            | ATP 250    | Dura          | OF    | James Duckworth    |
| 20  | 27 de julio de 2025     | Washington           | ATP 500    | Dura          | F     | Alex de Miñaur     |
| 21  | 3 de agosto de 2025     | Toronto              | ATP 1000   | Dura          | OF    | Andrei Rubliov     |

#### 2024
| N.º | Fecha                    | Torneo                    | Categoría  | Superficie    | Ronda           | Oponente              |
| --- | ------------------------ | ------------------------- | ---------- | ------------- | --------------- | --------------------- |
| 1   | 18 de enero de 2024      | Abierto de Australia      | Grand Slam | Dura          | 2R              | Nuno Borges           |
| 2   | 9 de febrero de 2024     | Marsella                  | ATP 250    | Dura          | CF              | Ugo Humbert           |
| 3   | 13 de febrero de 2024    | Róterdam                  | ATP 500    | Dura          | R32             | Jan-Lennard Struff    |
| 4   | 20 de febrero de 2024    | Doha                      | ATP 250    | Dura          | R32             | Jakub Mensik          |
| 5   | 29 de febrero de 2024    | Dubái                     | ATP 500    | Dura          | CF              | Daniil Medvédev       |
| 6   | 9 de marzo de 2024       | Indian Wells              | ATP 1000   | Dura          | R64             | Arthur Fils           |
| 7   | 25 de marzo de 2024      | Miami                     | ATP 1000   | Dura          | R32             | Casper Ruud           |
| 8   | 9 de abril de 2024       | Montecarlo                | ATP 1000   | Tierra batida | R64             | Sebastian Korda       |
| 9   | 18 de abril de 2024      | Barcelona                 | ATP 500    | Tierra batida | OF              | Dušan Lajović         |
| 10  | 28 de abril de 2024      | Madrid                    | ATP 1000   | Tierra batida | R32             | Andréi Rubliov        |
| 11  | 11 de mayo de 2024       | Roma                      | ATP 1000   | Tierra batida | R64             | Hamad Medjedovic      |
| 12  | 30 de mayo de 2024       | Roland Garros             | Grand Slam | Tierra batida | 2R              | Casper Ruud           |
| 13  | 17 de junio de 2024      | Londres                   | ATP 500    | Hierba        | R32             | Alejandro Tabilo      |
| 14  | 26 de julio de 2024      | Atlanta                   | ATP 250    | Dura          | CF              | Jordan Thompson       |
| 15  | 1 de agosto de 2024      | Washigton                 | ATP 500    | Dura          | OF              | Flavio Cobolli        |
| 16  | 10 de agosto de 2024     | Montreal                  | ATP 1000   | Dura          | OF              | Matteo Arnaldi        |
| 17  | 13 de agosto de 2024     | Cincinnati                | ATP 1000   | Dura          | R64             | Frances Tiafoe        |
| 18  | 26 de agosto de 2024     | Abierto de Estados Unidos | Grand Slam | Dura          | 1R              | Rinky Hijikata        |
| 19  | 29 de septiembre de 2024 | Pekín                     | ATP 500    | Dura          | OF              | Andréi Rubliov        |
| 20  | 4 de octubre de 2024     | Shanghai                  | ATP 1000   | Dura          | R64             | Tomáš Macháč          |
| 21  | 17 de octubre de 2024    | Estocolmo                 | ATP 250    | Dura          | OF              | Stan Wawrinka         |
| 22  | 21 de octubre de 2024    | Viena                     | ATP 500    | Dura          | R32             | Flavio Cobolli        |
| 23  | 27 de octubre de 2024    | París                     | ATP 1000   | Dura          | Clasificatorios | Christopher O'Connell |

#### 2023
| N.º | Fecha                    | Torneo                    | Categoría  | Superficie    | Ronda | Oponente              |
| --- | ------------------------ | ------------------------- | ---------- | ------------- | ----- | --------------------- |
| 1   | 12 de enero de 2023      | Adelaida                  | ATP 250    | Dura          | CF    | Roberto Bautista      |
| 2   | 19 de enero de 2023      | Abierto de Australia      | Grand Slam | Dura          | 2R    | Tommy Paul            |
| 3   | 9 de febrero de 2023     | Montpellier               | ATP 250    | Dura          | OF    | Quentin Halys         |
| 4   | 14 de febrero de 2023    | Róterdam                  | ATP 500    | Dura          | R32   | Daniil Medvédev       |
| 5   | 23 de febrero de 2023    | Doha                      | ATP 250    | Dura          | CF    | Félix Auger-Aliassime |
| 6   | 1 de marzo de 2023       | Dubái                     | ATP 500    | Dura          | OF    | Andréi Rubliov        |
| 7   | 15 de marzo de 2023      | Indian Wells              | ATP 1000   | Dura          | CF    | Daniil Medvédev       |
| 8   | 26 de marzo de 2023      | Miami                     | ATP 1000   | Dura          | R32   | Tommy Paul            |
| 9   | 7 de abril de 2023       | Estoril                   | ATP 250    | Tierra batida | CF    | Marco Cecchinato      |
| 10  | 11 de abril de 2023      | Montecarlo                | ATP 1000   | Tierra batida | R64   | Karén Jachánov        |
| 11  | 21 de abril de 2023      | Barcelona                 | ATP 500    | Tierra batida | CF    | Carlos Alcaraz        |
| 12  | 2 de mayo de 2023        | Madrid                    | ATP 1000   | Tierra batida | OF    | Borna Ćorić           |
| 13  | 15 de mayo de 2023       | Roma                      | ATP 1000   | Tierra batida | R32   | Andréi Rubliov        |
| 14  | 2 de junio de 2023       | Roland Garros             | Grand Slam | Tierra batida | 3R    | Novak Djokovic        |
| 15  | 20 de junio de 2023      | Londres                   | ATP 500    | Hierba        | R32   | Jiří Lehečka          |
| 16  | 27 de junio de 2023      | Mallorca                  | ATP 250    | Hierba        | OF    | Pável Kótov           |
| 17  | 8 de julio de 2023       | Wimbledon                 | Grand Slam | Hierba        | 3R    | Holger Rune           |
| 18  | 18 de julio de 2023      | Bastad                    | ATP 250    | Tierra batida | R32   | Jozef Kovalík         |
| 19  | 26 de julio de 2023      | Hamburgo                  | ATP 500    | Tierra batida | OF    | Luca Van Assche       |
| 20  | 12 de agosto de 2023     | Toronto                   | ATP 1000   | Dura          | SF    | Álex de Miñaur        |
| 21  | 17 de agosto de 2023     | Cincinnati                | ATP 1000   | Dura          | R32   | Novak Djokovic        |
| 22  | 1 de septiembre de 2023  | Abierto de Estados Unidos | Grand Slam | Dura          | 3R    | Tommy Paul            |
| 23  | 30 de septiembre de 2023 | Pekín                     | ATP 500    | Dura          | OF    | Alexander Zverev      |
| 24  | 8 de octubre de 2023     | Shanghai                  | ATP 1000   | Dura          | R64   | Arthur Fils           |
| 25  | 31 de octubre de 2023    | París                     | ATP 1000   | Dura          | R32   | Tallon Griekspoor     |

#### 2022
| N.º | Fecha                   | Torneo                    | Categoría  | Superficie    | Ronda | Oponente                |
| --- | ----------------------- | ------------------------- | ---------- | ------------- | ----- | ----------------------- |
| 1   | 11 de enero de 2022     | Sídney                    | ATP 250    | Dura          | R32   | Dušan Lajović           |
| 2   | 20 de enero de 2022     | Abierto de Australia      | Grand Slam | Dura          | 2R    | Félix Auger-Aliassime   |
| 3   | 2 de febrero de 2022    | Montpellier               | ATP 250    | Dura          | R32   | Adrian Mannarino        |
| 4   | 8 de febrero de 2022    | Róterdam                  | ATP 500    | Dura          | R32   | Stefanos Tsitsipas      |
| 5   | 17 de febrero de 2022   | Doha                      | ATP 250    | Dura          | CF    | Roberto Bautista        |
| 6   | 22 de febrero de 2022   | Dubái                     | ATP 500    | Dura          | R32   | Jannik Sinner           |
| 7   | 13 de marzo de 2022     | Indian Wells              | ATP 1000   | Dura          | R64   | Denis Shapovalov        |
| 8   | 24 de marzo de 2022     | Miami                     | ATP 1000   | Dura          | R128  | Sebastian Korda         |
| 9   | 5 de abril de 2022      | Marrakech                 | ATP 250    | Tierra batida | R32   | Federico Coria          |
| 10  | 17 de abril de 2022     | Montecarlo                | ATP 1000   | Tierra batida | F     | Stefanos Tsitsipas      |
| 11  | 29 de abril de 2022     | Estoril                   | ATP 250    | Tierra batida | CF    | Frances Tiafoe          |
| 12  | 4 de mayo de 2022       | Madrid                    | ATP 1000   | Tierra batida | R32   | Hubert Hurkacz          |
| 13  | 10 de mayo de 2022      | Roma                      | ATP 1000   | Tierra batida | R32   | Félix Auger-Aliassime   |
| 14  | 22 de mayo de 2022      | Roland Garros             | Grand Slam | Tierra batida | 1R    | Tallon Griekspoor       |
| 15  | 17 de junio de 2022     | Londres                   | ATP 500    | Hierba        | CF    | Botic van de Zandschulp |
| 16  | 21 de junio de 2022     | Eastbourne                | ATP 250    | Hierba        | R32   | Pedro Martínez Portero  |
| 17  | 29 de junio de 2022     | Wimbledon                 | Grand Slam | Hierba        | 2R    | Jiri Vesely             |
| 18  | 14 de julio de 2022     | Bastad                    | ATP 250    | Tierra batida | OF    | Sebastián Báez          |
| 19  | 22 de julio de 2022     | Hamburgo                  | ATP 500    | Tierra batida | CF    | Lorenzo Musetti         |
| 20  | 10 de agosto de 2022    | Montreal                  | ATP 1000   | Dura          | R64   | Diego Schwartzman       |
| 21  | 16 de agosto de 2022    | Cincinnati                | ATP 1000   | Dura          | R64   | Nick Kyrgios            |
| 22  | 4 de septiembre de 2022 | Abierto de Estados Unidos | Grand Slam | Dura          | OF    | Matteo Berrettini       |
| 23  | 4 de octubre de 2022    | Astaná                    | ATP 500    | Dura          | R32   | Pável Kótov             |
| 24  | 11 de octubre de 2022   | Gijón                     | ATP 250    | Dura          | R32   | Andy Murray             |
| 25  | 25 de octubre de 2022   | Basilea                   | ATP 500    | Dura          | R32   | Miomir Kecmanović       |
| 26  | 31 de octubre de 2022   | París                     | ATP 1000   | Dura          | R64   | Taylor Fritz            |

## Torneos de dobles por año

#### 2025
| N.º | Fecha              | Compañero   | Torneo    | Categoría | Superficie | Ronda |
| --- | ------------------ | ----------- | --------- | --------- | ---------- | ----- |
| 1   | 3 de enero de 2025 | Arthur Fils | Hong Kong | ATP 250   | Dura       | CF    |

#### 2024
| N.º | Fecha                 | Compañero       | Torneo       | Categoría | Superficie | Ronda |
| --- | --------------------- | --------------- | ------------ | --------- | ---------- | ----- |
| 1   | 22 de febrero de 2024 | Emil Ruusuvuori | Doha         | ATP 250   | Dura       | CF    |
| 2   | 27 de febrero de 2024 | Jiří Lehečka    | Dubái        | ATP 500   | Dura       | OF    |
| 3   | 8 de marzo de 2024    | Andreas Mies    | Indian Wells | ATP 1000  | Dura       | R32   |

#### 2023
| N.º | Fecha                | Compañero          | Torneo     | Categoría  | Superficie    | Ronda |
| --- | -------------------- | ------------------ | ---------- | ---------- | ------------- | ----- |
| 1   | 27 de abril de 2023  | Emil Ruusuvuori    | Madrid     | ATP 1000   | Tierra batida | R32   |
| 2   | 12 de mayo de 2023   | Hubert Hurkacz     | Roma       | ATP 1000   | Tierra batida | R32   |
| 3   | 10 de julio de 2023  | Adrian Mannarino   | Wimbledon  | Grand Slam | Hierba        | 2R    |
| 4   | 16 de agosto de 2023 | Stefanos Tsitsipas | Cincinnati | ATP 1000   | Dura          | R32   |

#### 2022
| N.º | Fecha                 | Compañero              | Torneo               | Categoría  | Superficie | Ronda |
| --- | --------------------- | ---------------------- | -------------------- | ---------- | ---------- | ----- |
| 1   | 19 de enero de 2022   | Jaume Munar            | Abierto de Australia | Grand Slam | Dura       | 1R    |
| 2   | 16 de febrero de 2022 | Nikoloz Basilashvili   | Doha                 | ATP 250    | Dura       | CF    |
| 3   | 11 de marzo de 2022   | Roberto Bautista       | Indian Wells         | ATP 1000   | Dura       | R32   |
| 4   | 20 de junio de 2022   | Pedro Martínez Portero | Eastbourne           | ATP 250    | Hierba     | OF    |
| 5   | 12 de octubre de 2022 | Martín Landaluce       | Gijón                | ATP 250    | Dura       | OF    |

## ATP World Tour Masters 1000

#### Finalista (1)
| Año  | Torneo     | Superficie    | Ind/Outdoor | Oponente en la final | Resultado   |
| 2022 | Montecarlo | Tierra batida | Outdoor     | Stefanos Tsitsipas   | 3-6, 6-7(3) |

## Títulos ATP (1; 0+1)

### Individual (0)
| Leyenda                         |
| Grand Slam (0)                  |
| ATP Wourld Tour Finals (0)      |
| ATP World Tour Masters 1000 (0) |
| ATP World Tour 500 (0)          |
| ATP World Tour 250 (0)          |

#### Finalista (4)
| N.º | Fecha                 | Torneo       | Superficie    | Oponente en la final | Resultado        |
| --- | --------------------- | ------------ | ------------- | -------------------- | ---------------- |
| 1.  | 17 de abril de 2022   | Montecarlo   | Tierra batida | Stefanos Tsitsipas   | 3-6, 6-7(3)      |
| 2.  | 16 de febrero de 2025 | Delray Beach | Dura          | Miomir Kecmanović    | 6-3, 1-6, 5-7    |
| 3.  | 1 de marzo de 2025    | Acapulco     | Dura          | Tomáš Macháč         | 6-7(6), 2-6      |
| 4.  | 27 de julio de 2025   | Washington   | Dura          | Álex de Miñaur       | 7-5, 1-6, 6-7(3) |

### Dobles (1)
| Leyenda                         |
| Grand Slam (0)                  |
| ATP World Tour Finals (0)       |
| ATP World Tour Masters 1000 (0) |
| ATP World Tour 500 (0)          |
| ATP World Tour 250 (1)          |

| N.º | Fecha                 | Torneo   | Superficie    | Pareja            | Oponentes en la final        | Resultado   |
| --- | --------------------- | -------- | ------------- | ----------------- | ---------------------------- | ----------- |
| 1.  | 29 de febrero de 2020 | Santiago | Tierra batida | Roberto Carballés | Marcelo Arévalo Jonny O'Mara | 7-6(3), 6-1 |

## Otros títulos

### Individuales (3)
| Leyenda               |
| ATP Challengers (2–3) |
| ITF Futures (1–3)     |

| Finales por superficie |
| ---------------------- |
| Cemento (2–3)          |
| Tierra batida (1–3)    |
| Hierba (0–0)           |
| Sintético (0–0)        |

| Resultado | Núm. | Fecha                    | Torneo                      | Superficie    | Adversario en la final | Puntuación    |
| --------- | ---- | ------------------------ | --------------------------- | ------------- | ---------------------- | ------------- |
| Derrota   | 1.   | 24 de junio de 2017      | Palma del Río, España F18   | Cemento       | Matteo Viola           | 6–7(0–7), 5–7 |
| Derrota   | 2.   | 1 de julio de 2017       | Baquio, España F19          | Cemento       | Roberto Ortega Olmedo  | 6–0, 2–6, 1–6 |
| Derrota   | 3.   | 3 de septiembre de 2017  | San Sebastián, España F27   | Tierra batida | Eduard Esteve Lobato   | 7–5, 0–6, 1–6 |
| Ganador   | 4.   | 18 de marzo de 2018      | Quinta do Lago, Portugal F4 | Cemento       | Roberto Ortega Olmedo  | 7–5, 4–6, 6–1 |
| Derrota   | 5.   | 16 de septiembre de 2018 | Szczecin, Polonia           | Tierra batida | Guido Andreozzi        | 4–6, 6–4, 3–6 |
| Derrota   | 6.   | 24 de febrero de 2019    | Bangkok, Tailandia          | Cemento       | James Duckworth        | 4–6, 3–6      |
| Derrota   | 7.   | 8 de septiembre de 2019  | Génova, Italia              | Tierra batida | Lorenzo Sonego         | 2-6, 6–4, 6-7 |
| Ganador   | 8.   | 15 de septiembre de 2019 | Sevilla, España             | Tierra batida | Jaume Munar            | 2-6, 6-2, 6-2 |
| Ganador   | 9    | 27 de octubre de 2019    | Liuzhou, China              | Cemento       | Denis Istomin          | 6-3,5-7,7-6   |

## Títulos de Grand Slam Júnior

### Individuales: 1 (1 título)
| Resultado | Año  | Torneo    | Superficie | Adversario  | Puntuación    |
| --------- | ---- | --------- | ---------- | ----------- | ------------- |
| Ganador   | 2017 | Wimbledon | Hierba     | Axel Geller | 7–6(7–2), 6–3 |

## Clasificación histórica
- Actualizado a 1 de julio de 2024.

| Torneo                    | 2017         | 2018         | 2019         | 2020         | 2021         | 2022         | 2023         | 2024         | Títulos | G-P   | %    |
| ------------------------- | ------------ | ------------ | ------------ | ------------ | ------------ | ------------ | ------------ | ------------ | ------- | ----- | ---- |
| Torneos de Grand Slam     |              |              |              |              |              |              |              |              |         |       |      |
| A. Australia              | A            | A            | Q2           | 2R           | A            | 2R           | 2R           | 2R           | 0 / 4   | 4-4   | 50 % |
| Roland Garros             | A            | A            | 1R           | 2R           | CF           | 1R           | 3R           | 2R           | 0 / 6   | 8-6   | 57%  |
| Wimbledon                 | A            | Q2           | Q1           | ND           | 1R           | 2R           | 3R           | A            | 0 / 3   | 3-3   | 50 % |
| Abierto EE. UU.           | A            | A            | Q1           | 4R           | 1R           | 4R           | 3R           |              | 0 / 4   | 8-4   | 67 % |
| Títulos                   | 0            | 0            | 0            | 0            | 0            | 0            | 0            | 0            | 0 / 17  | 23-17 | 58%  |
| Ganados-Perdidos          | 0-0          | 0-0          | 0-1          | 5-3          | 4-3          | 5-4          | 7-4          | 2-2          | 0 / 17  | 23-17 | 58%  |
| Torneos de final de año   |              |              |              |              |              |              |              |              |         |       |      |
| Next Gen ATP Finals       | NSC          | NSC          | RR           | ND           | Mayor de 21  | Mayor de 21  | Mayor de 21  | Mayor de 21  | 0 / 1   | 0-3   | 0 %  |
| Títulos                   | 0            | 0            | 0            | 0            | 0            | 0            | 0            | 0            | 0 / 1   | 0-3   | 0 %  |
| Ganados-Perdidos          | 0-0          | 0-0          | 0-3          | 0-0          | 0-0          | 0-0          | 0-0          | 0-0          | 0 / 1   | 0-3   | 0 %  |
| ATP Tour Masters 1000     |              |              |              |              |              |              |              |              |         |       |      |
| Indian Wells              | A            | A            | A            | ND           | 2R           | 2R           | CF           | 2R           | 0 / 4   | 5-4   | 56 % |
| Miami                     | A            | A            | A            | ND           | A            | 1R           | 3R           | 3R           | 0 / 3   | 2-3   | 40 % |
| Montecarlo                | A            | A            | A            | ND           | CF           | F            | 1R           | 1R           | 0 / 4   | 8-4   | 67 % |
| Madrid                    | A            | Q1           | 1R           | ND           | 2R           | 2R           | 4R           | 3R           | 0 / 5   | 5-5   | 50 % |
| Roma                      | A            | A            | A            | 1R           | 3R           | 2R           | 3R           | 2R           | 0 / 5   | 4-5   | 44 % |
| Canadá                    | A            | A            | A            | ND           | 1R           | 1R           | SF           |              | 0 / 3   | 4-3   | 57 % |
| Cincinnati                | A            | A            | A            | Q1           | 1R           | 1R           | 2R           |              | 0 / 3   | 1-3   | 25 % |
| Shanghái                  | A            | A            | A            | No Disputado | No Disputado | No Disputado | 2R           |              | 0 / 1   | 0-1   | 0 %  |
| París                     | A            | A            | A            | 3R           | 1R           | 1R           | 2R           |              | 0 / 4   | 3-4   | 43 % |
| Títulos                   | 0            | 0            | 0            | 0            | 0            | 0            | 0            | 0            | 0 / 32  | 32-32 | 50%  |
| Ganados-Perdidos          | 0-0          | 0-0          | 0-1          | 2-2          | 7-7          | 8-8          | 13-9         | 2-5          | 0 / 32  | 32-32 | 50%  |
| Torneos ATP 500           |              |              |              |              |              |              |              |              |         |       |      |
| Río de Janeiro            | A            | A            | A            | 1R           | ND           | A            | A            | 0/1          | 0-1     | 0%    |      |
| Róterdam                  | A            | A            | A            | A            | 2R           | 1R           | 1R           | 0/3          | 1-3     | 25%   |      |
| Dubái                     | A            | A            | A            | A            | 2R           | 1R           | 2R           | 0/3          | 2-3     | 40%   |      |
| Barcelona                 | Q2           | Q1           | Q2           | ND           | 1R           | A            | CF           | 0/2          | 2-2     | 50%   |      |
| Londres                   | A            | A            | Q2           | ND           | A            | CF           | 1R           | 0/2          | 2-2     | 50%   |      |
| Hamburgo                  | A            | A            | 1R           | A            | A            | CF           | 2R           | 0/3          | 3-3     | 50%   |      |
| Astaná                    | Inexistente  | Inexistente  | Inexistente  | ATP 250      | ATP 250      | 1R           | ATP 250      | 0/1          | 0-1     | 0%    |      |
| Basilea                   | A            | A            | A            | ND           | ND           | 1R           | A            | 0/1          | 0-1     | 0%    |      |
| Títulos                   | 0            | 0            | 0            | 0            | 0            | 0            | 0            | 0 / 16       | 10-16   | 38%   |      |
| Ganados-Perdidos          | 0-0          | 0-0          | 0-1          | 0-1          | 2-3          | 4-6          | 4-5          | 0 / 16       | 10-16   | 38%   |      |
| Torneos ATP 250           |              |              |              |              |              |              |              |              |         |       |      |
| Adelaida I                | Inexistente  | Inexistente  | Inexistente  | A            | ND           | A            | CF           | A            | 0/1     | 2-1   | 67%  |
| Auckland                  | A            | A            | A            | 1R           | A            | No Disputao  | No Disputao  | A            | 0/1     | 0-1   | 0%   |
| Sídney                    | A            | A            | A            | A            | ND           | 1R           | No Disputao  | No Disputao  | 0/1     | 0-1   | 0%   |
| Montpellier               | A            | A            | A            | A            | CF           | 1R           | 2R           | 2R           | 0/4     | 4-4   | 50%  |
| Buenos Aires              | A            | A            | A            | Q1           | A            | A            | A            | A            | 0/0     | 0-0   | 0%   |
| Doha                      | A            | A            | A            | Q2           | A            | CF           | CF           | 1R           | 0/3     | 4-3   | 57%  |
| Marsella                  | A            | A            | A            | A            | 2R           | A            | A            | CF           | 0/2     | 3-2   | 60%  |
| Chile                     | A            | A            | A            | 2R           | A            | A            | A            | A            | 0/1     | 1-1   | 50%  |
| Marbella                  | No Disputado | No Disputado | No Disputado | No Disputado | 2R           | No Disputado | No Disputado | No Disputado | 0/1     | 1-1   | 50%  |
| Marrakech                 | A            | A            | 1R           | ND           | ND           | 1R           | A            | A            | 0/2     | 0-2   | 0%   |
| Estoril                   | A            | A            | SF           | ND           | SF           | CF           | CF           | A            | 0/4     | 8-4   | 67%  |
| Hertogenbosch             | A            | A            | 1R           | ND           | ND           | A            | A            | A            | 0/1     | 0-1   | 0%   |
| Mallorca                  | No disputado | No disputado | No disputado | No disputado | A            | A            | 2R           | 2R           | 0/2     | 0-2   | 0%   |
| Eastbourne                | A            | A            | ND           | A            | 2R           | 1R           | A            | A            | 0/2     | 1-2   | 33%  |
| Båstad                    | A            | A            | 1R           | ND           | A            | 2R           | 1R           |              | 0/3     | 1-3   | 25%  |
| Colonia I                 | No disputado | No disputado | No disputado | No disputado | SF           | No disputado | No disputado | No disputado | 0/1     | 3-1   | 75%  |
| Colonia II                | No disputado | No disputado | No disputado | CF           | No disputado | No disputado | No disputado | No disputado | 0/1     | 2-1   | 67%  |
| Metz                      | A            | A            | A            | ND           | 2R           | A            | A            |              | 0/1     | 1-1   | 50%  |
| Sofía                     | A            | A            | A            | A            | 1R           | A            | No Disputado | No Disputado | 0/1     | 0-1   | 0%   |
| Amberes                   | A            | A            | A            | A            | CF           | A            | A            |              | 0/1     | 2-1   | 66%  |
| Estocolmo                 | A            | A            | A            | ND           | 2R           | A            | A            |              | 0/1     | 1-1   | 50%  |
| Gijón                     | No disputado | No disputado | No disputado | No disputado | No disputado | 1R           | No Disputado | No Disputado | 0/1     | 0-1   | 0%   |
| Títulos                   | 0            | 0            | 0            | 0            | 0            | 0            | 0            | 0            | 0 / 31  | 31-31 | 50%  |
| Ganados-Perdidos          | 0-0          | 0-0          | 3-4          | 6-4          | 12-9         | 4-8          | 6-6          | 3-4          | 0 / 31  | 31-31 | 50%  |
| 'Representación nacional' |              |              |              |              |              |              |              |              |         |       |      |
| Copa Davis                | A            | A            | A            | ND           | A            | CF           |              | 0 / 1        | 0-1     | 0%    |      |
| Copa ATP                  | Inexistente  | Inexistente  | Inexistente  | A            | A            | F            |              | 0 / 1        | 2-0     | 100 % |      |
| Juegos Olímpicos          | No disputado | No disputado | No disputado | No disputado | 3R           | ND           | ND           | 0 / 1        | 2-1     | 66 %  |      |
| Títulos                   | 0            | 0            | 0            | 0            | 0            | 0            | 0            | 0 / 3        | 4-2     | 67 %  |      |
| Ganados-Perdidos          | 0-0          | 0-0          | 0-0          | 0-0          | 2-1          | 2-1          | 0-0          | 0 / 3        | 4-2     | 67 %  |      |

Leyenda
| G | F | SF | CF | #R | RR | C# | P# | NSC | NE | A | Z# | PO | O | P | B | ATP# | TI | TD | ND |

## Victorias sobre Top 10
| Año       | 2021 | 2022 | 2023 | 2024 | 2025 | Total |
| --------- | ---- | ---- | ---- | ---- | ---- | ----- |
| Victorias | 1    | 2    | 2    | 2    | 3    | 10    |

| #    | Jugador           | Ranking | Evento                                             | Superficie    | Rd   | Resultado                     | ADF Ranking |
| 2021 | 2021              | 2021    | 2021                                               | 2021          | 2021 | 2021                          | 2021        |
| ---- | ----------------- | ------- | -------------------------------------------------- | ------------- | ---- | ----------------------------- | ----------- |
| 1.   | Matteo Berrettini | 10      | Masters de Montecarlo, Montecarlo, Mónaco          | Tierra batida | 1R   | 7-5, 6-3                      | 58          |
| 2022 |                   |         |                                                    |               |      |                               |             |
| 2.   | Novak Djokovic    | 1       | Masters de Montecarlo, Montecarlo, Mónaco          | Tierra batida | 2R   | 6-3, 6-75-7, 6-1              | 46          |
| 3.   | Hubert Hurkacz    | 10      | Campeonato de Wimbledon, Londres, Reino Unido      | Hierba        | 1R   | 7-67-4, 6-4, 5-7, 2-6, 7-68-6 | 37          |
| 2023 |                   |         |                                                    |               |      |                               |             |
| 4.   | Holger Rune       | 7       | Masters de Madrid, Madrid, España                  | Tierra batida | 3R   | 7-67-1, 5-7, 7-67-5           | 35          |
| 5.   | Casper Ruud       | 5       | Masters de Canadá, Toronto, Canadá                 | Pista dura    | 3R   | 7-67-4, 4-6, 7-67-4           | 37          |
| 2024 |                   |         |                                                    |               |      |                               |             |
| 6.   | Hubert Hurkacz    | 9       | United Cup, Sydney, Australia                      | Pista dura    | RR   | 3-6, 6-3, 6-4                 | 26          |
| 7.   | Daniil Medvedev   | 5       | Masters de Canadá, Toronto, Canadá                 | Pista dura    | 3R   | 6-4, 1-6, 6-2                 | 42          |
| 2025 |                   |         |                                                    |               |      |                               |             |
| 8.   | Taylor Fritz      | 4       | ATP 250 Delray Beach, Delray Beach, Estados Unidos | Pista dura    | QF   | 7-67-4, 7-67-5                | 48          |
| 9.   | Jack Draper       | 6       | Masters de Montecarlo, Montecarlo, Mónaco          | Tierra batida | 3R   | 6-3, 6-76-8, 6-4              | 39          |
| 10.  | Andrey Rublev     | 8       | ATP 500 Barcelona, Barcelona, España               | Tierra batida | 2R   | 7-5, 6-4                      | 30          |